# Santuario Shizuoka Sengen
Il santuario Shizuoka Sengen (静岡浅間神社) è un santuario shintoista (jinja) a Shizuoka, Giappone.
Per essere esatti, il santuario ne include in realtà tre: il santuario di Kanbe (神部神社), un santuario di Asama (浅間神社) e il santuario di Ohtoshimioya (大歳御祖神社).
- Il santuario di Kanbe, costruito 2100 anni fa, è consacrato a Ōkuninushi divinità della provincia di Suruga.
- Il santuario di Asama è dedicato a Konohanasakuya-hime e fu edificato nel 901 dall'imperatore del Giappone Daigo.
- Il santuario di Ohtoshimioya fu costruito 1700 anni fa e vi si venera Ohtoshimioya-no-Mikoto.